# Нурминка (посёлок)
 Нурминка  — посёлок в Вятскополянском районе Кировской области в составе Старопинигерского сельского поселения.

## География
Расположен в правобережной части района на расстоянии менее 5 км по прямой на запад-юго-запад от города Вятские Поляны.

## История
Известен с 1926 года как будка железной дороги на 140 версте с 4 жителями, в 1950 (разъезд №934) 78 хозяйств и 231 житель, в 1989 (уже посёлок Нурминка) 171 житель. 

## Население
Постоянное население составляло 139 человек (татары 67%) в 2002 году, 87 в 2010.